# Plexippoides qiui
Espèce
Plexippoides qiui est une espèce d'araignées aranéomorphes de la famille des Salticidae.

## Distribution
Cette espèce est endémique du Yunnan en Chine,. Elle se rencontre dans le district de Guandu.

## Description
Le mâle holotype mesure 4,67 mm et la femelle paratype 5,14 mm.

## Systématique et taxinomie
Cette espèce a été décrite par Wang, Gan et Mi en 2024.

## Étymologie
Cette espèce est nommée en l'honneur de Hang Qiu.

## Publication originale
- Wang, Gan & Mi, 2024 : « On three species of Plexippoides Prószyński, 1984 from Southwest, China (Araneae: Salticidae). » European Journal of Taxonomy, vol. 968, p. 119-131 (texte intégral).